# Paracryphiales
Classification APG II (2003)
Classification APG III (2009)
Ordre
Paracryphiales est un ordre végétal introduit par l'Angiosperm Phylogeny Website et ne contenant que la famille Paracryphiaceae. Cette famille était placée par la classification phylogénétique APG II (2003) directement sous le clade Campanulidées (anglais en:euasterids II ou campanulids), c'est-à-dire sans ordre.
Sa validité a été confirmée par la classification phylogénétique APG III (2009).

### Autres projets
- Paracryphiales sur Commons